# Kudoa sciaenae
Kudoa sciaenae is een microscopische parasiet uit de familie Kudoidae. Kudoa sciaenae werd in 1990 beschreven door Teran, Llicán & Luque. 